# Митома, Каору
Митома Каору (яп. 三笘 薫, род. 20 мая 1997, Кавасаки, Канагава) — японский футболист, полузащитник и нападающий английского клуба «Брайтон энд Хоув Альбион» и сборной Японии.

## Клубная карьера
Родился 20 мая 1997 года в городе Кавасаки. Воспитанник клуба «Кавасаки Фронтале», во время обучения выступал за футбольную команду Цукубского университета.
В профессиональном футболе дебютировал в 2020 году выступлениями за клуб «Кавасаки Фронтале». Впервые вышел на поле в высшем японском дивизионе в 1-м туре чемпионата 22 февраля 2020 года в домашнем матче против клуба «Саган Тосу», но на 65-й минуте был заменён при счёте 0:0. В клубе провёл два сезона, приняв участие в 50 матчах чемпионата. Большинство времени, проведённого в составе клуба, был основным игроком команды и одним из главных бомбардиров, имея среднюю результативность на уровне 0,42 гола за игру первенства. В 2020 году Митома стал чемпионом Японии и обладателем кубка страны (в финале он забил победный гол в ворота клуба «Гамба Осака» на 55-й минуте, матч завершился со счётом 1:0.), а на следующий год выиграл и национальный суперкубок.
10 августа 2021 года подписал четырёхлетнее соглашение с английским клубом «Брайтон энд Хоув Альбион», который сразу отдал игрока в аренду на сезон в бельгийский клуб «Юнион». По окончании срока аренды он вернулся в «Брайтон энд Хоув Альбион» на сезон 2022/23 годов.

## Выступления за сборные
В августе 2017 года Каору в составе студенческой сборной Японии завоевал золотую медаль на летней Универсиаде в Тайбэе.
С 2018 года привлекался в состав молодёжной сборной Японии. В её составе стал серебряным призёром Азиатских игр 2018 года.
В 2021 году защищал цвета олимпийской сборной Японии на футбольном турнире домашних Олимпийских игр в Токио. На турнире сыграл в 3 играх, забил гол в проигранном матче за 3 место сборной Мексики (1:3).
Во взрослой сборной дебютировал 16 ноября 2021 года в матче против сборной Омана в рамках квалификационного турнира к чемпионату мира 2022 года. Впервые забил за национальную сборную 24 марта 2022 года, отметившись дублем в матче против сборной Австралии. В ноябре 2022 года попал в окончательную заявку сборной для участия в матчах чемпионата мира.
Был включён в состав сборной на Кубок Азии 2023 в Катаре.

## Достижения

### Командные
«Кавасаки Фронтале»
- Чемпион Японии (2): 2020, 2021
- Обладатель Кубка Императора: 2020
- Обладатель Суперкубка Японии: 2021

Сборная Японии
- Серебряный призёр Азиатских игр: 2018

### Личные
- Гол месяца английской Премьер-лиги (2): август 2023[12], январь 2025